# Else Jacobsen
Else Jacobsen, född 31 maj 1911 i Ordrup, död 3 april 1965 i Köpenhamn, var en dansk simmare.
Jacobsen blev olympisk bronsmedaljör på 200 meter bröstsim vid sommarspelen 1932 i Los Angeles.